# آندریا بالاییچ
آندریا بالاییچ (کرواتی: Andrija Balajić؛ زادهٔ ۲۲ اوت ۱۹۷۲) بازیکن فوتبال اهل کرواسی بود.
از باشگاه‌هایی که در آن بازی کرده‌است می‌توان به باشگاه فوتبال هایدوک اسپلیت، باشگاه فوتبال اسپورتینگ، و باشگاه فوتبال واراژدین (۲۰۱۵–۱۹۳۱) اشاره کرد.
وی همچنین در تیم ملی فوتبال کرواسی بازی کرده‌است.